# Tamanrassete (província)

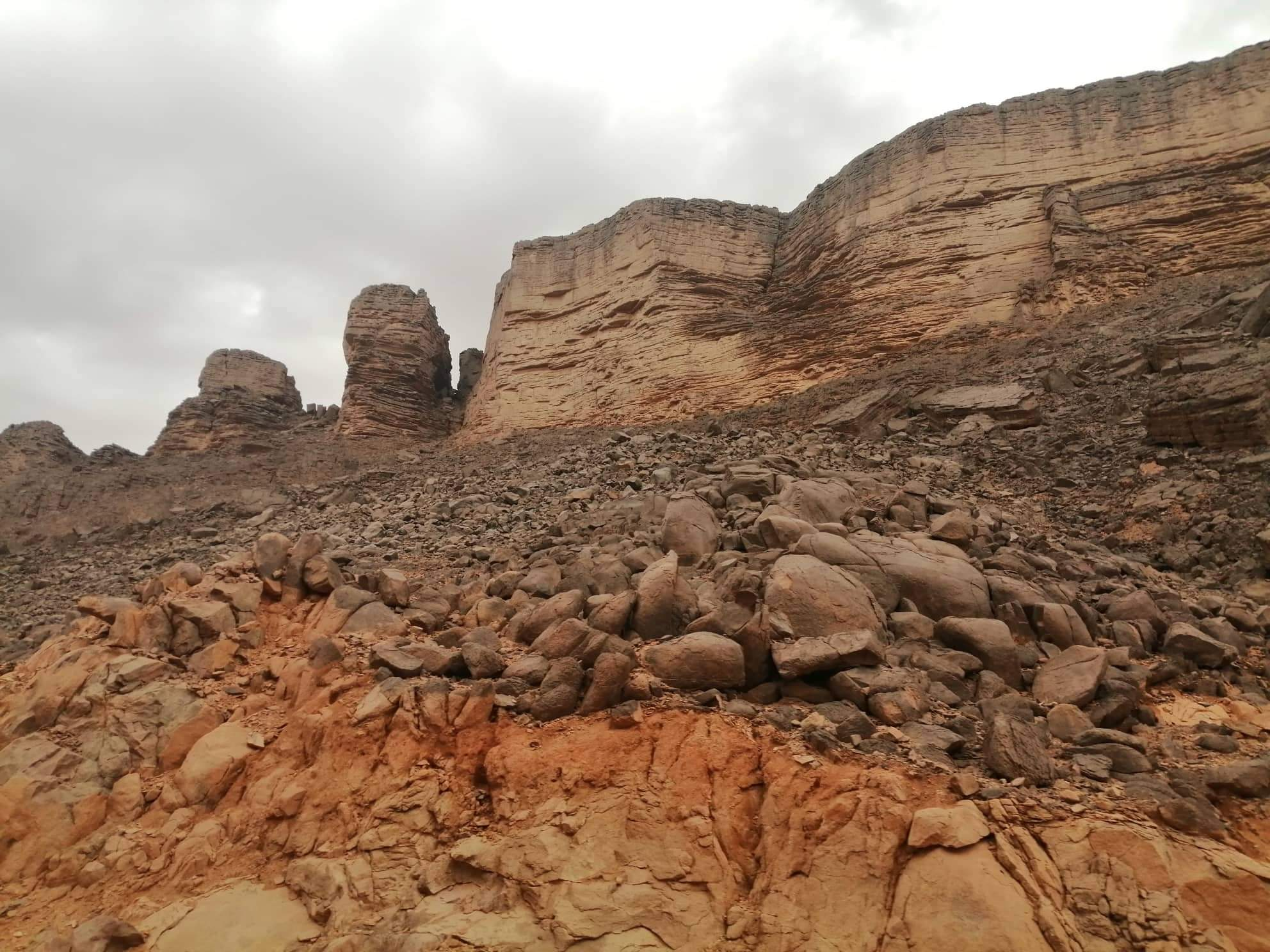
Paisaje

Tamanrassete (em árabe: ولاية تمنراست, em berbere: ,  Tamenγest ) é a maior província da Argélia, localizada no sul do país com 556.200 km² e uma população de 176.637 habitantes (Censo 2008).